# Bora Milutinović
Velibor „Bora“ Milutinović (* 7. September 1944 in Bajina Bašta, Jugoslawien) ist ein ehemaliger jugoslawischer Fußballspieler und ein heutiger serbisch-mexikanischer -trainer.

## Leben und Karriere
Die Familie Milutinović hat drei Söhne. Miloš, Velibor und Milorad. Alle drei haben es in Top-Teams des damaligen Jugoslawiens geschafft bzw. spielten für Partizan Belgrad. Als Spieler war Milutinović in Serbien, Frankreich, Schweiz (FC Winterthur) und Mexiko tätig. In Mexiko beendete er seine fußballerische Karriere, wurde als Trainer mit den UNAM Pumas 1981 mexikanischer Meister und lebt seitdem dort. Neben der serbischen besitzt er zusätzlich die mexikanische Staatsbürgerschaft.
Als Trainer war Milutinović viele Jahre tätig. Er brachte jedes Team (ausgenommen VR China und Honduras), das er trainierte, mindestens in die zweite Runde der Weltmeisterschaft. Insgesamt hat er diese Nationen bei über 220 Spielen betreut. Er wird „Meister des Unmöglichen“ oder „Meister der Underdogs“ genannt, da er wiederholt mit vermeintlich schwachen Nationalmannschaften unerwartete Erfolge feierte.
Er hat fünf verschiedene Nationen für eine Weltmeisterschaft trainiert:
- Mexiko (1986)
- Costa Rica (1990)
- USA (1994)
- Nigeria (1998)
- VR China (2002)

Außer mit den USA und mit Mexiko, die als Veranstalter automatisch qualifiziert waren, hat Milutinović sich als Trainer der Teams für die Turniere qualifiziert. Er trainierte 1999 auch die New York/New Jersey MetroStars der US-Major League Soccer. Außerdem war er bis 2004 Trainer des honduranischen Nationalteams, als er während der WM-Qualifikation aus unbekannten Gründen entlassen wurde. 
Im Februar 2007 wurde Milutinović neuer Nationaltrainer der jamaikanischen Nationalelf, nach dem Scheitern in der WM-Qualifikation wurde er jedoch im November desselben Jahres wieder entlassen. Zwischen April und Juni 2009 war er Trainer des Irak.